# Gerhard Auer (Architekt)
Gerhard Auer (* 8. Mai 1938 in Ludwigshafen) ist ein deutscher Architekt und emeritierter Hochschullehrer.

## Leben
Gerhard Auer wurde 1938 in Ludwigshafen  geboren. Das Studium der Architektur schloss er 1965 an der TH Stuttgart mit dem Diplom ab. Er gründete 1967 ein eigenes Architekturbüro in Darmstadt und ist seitdem als selbständiger Architekt tätig. Auer arbeitete von 1972 bis 1979 als Dozent an der TH Darmstadt, bevor er 1980 als Professor für Entwerfen an die Technische Universität Braunschweig wechselte. Er war bis zur Emeritierung 2003 Leiter des Instituts für Grundlagen des Entwerfens an der TU Braunschweig.
Auer wurde mit rund 30 Wettbewerbs- und Industriepreisen ausgezeichnet. Im Jahr 1994 erhielt er den Peter Joseph Krahe-Architekturpreis der Stadt Braunschweig. Er war Mitherausgeber der im Jahr 2000 eingestellten Zeitschrift Daidalos.

## Werke (Auswahl)
- Pfarrzentrum Rehlingen (1968)
- Renovierung des Klosters Bhaktapur, Nepal (1970)
- Kinderheim Geisberg, Wiesbaden (1972)
- Spiel- und Sportgelände Neroberg, Wiesbaden (1973)
- Studentenwohnungen Karlshof (Darmstadt) (1974)
- Wohnsiedlung Mauerwiese, Schlüchtern (1976)
- Rathaus und Bürgerzentrum, Ladenburg (1978)
- Wohnhäuser in Ludwigshafen (1967), Abtsteinach (1979) und Braunschweig (1987 und 1988)
- Umbauten Reichskloster Klingenmünster (1989)
- Umbauten Burgruine Ehrenfels (1990)
- Konversionsprojekt Camp Reinsehlen bei Schneverdingen (seit 1998)

- Lichtparcours, Braunschweig (2000)

## Schriften (Auswahl)
- mit Niels Gutschow: Bhaktapur. Gestalt, Funktionen und religiöse Symbolik einer nepalischen Stadt im vorindustriellen Entwicklungsstadium. Technische Hochschule Darmstadt, 1974.
- mit Anja Hesse (Hrsg.) und Fritz Balthaus (Illustrator): Projekte zum Lichtparcours Braunschweig 2000 : Lichtparcours. Braunschweig 1999.
- Inszenierung Brücken + Licht : die lichtkünstlerischen Entwürfe. Hamm 2004.
- mit Michelle Corrodi und Klaus Spechtenhauser: Illuminating : natural light in residential architecture. Birkhäuser Verlag, Basel 2008.